# Свифт, Хильдегарда
Хильдегарда Хойт Свифт (англ. Hildegarde Hoyt Swift; 1890, Клинтон, Нью-Йорк — 10 января 1977, Редлендс, Калифорния) — американская писательница, автор книг для детей и подростков. Произведения Свифт дважды отмечались «Почётным дипломом медали Джона Ньюбери» («Маленький Чернонос», 1930; «Железная дорога к свободе: Рассказ о гражданской войне», 1933).

## Биография
Хильдегарда Хойт родилась в Клинтоне (штат Нью-Йорк) в 1890 году. Окончила колледж Смит и Новую школу социальных исследований. В браке с Артуром Л. Свифтом (профессором социологии и религии в Объединённой теологической семинарии и вице-президентом Новой школы социальных исследований) родила двух сыновей — Хьюсона и Артура. Несколько лет она жила в доме престарелых в Редлендсе, штат Калифорния, где и скончалась в возрасте 87 лет.

## Творчество
Работая с детьми в нью-йоркском Юнион-сетлементе, Свифт заинтересовалась написанием детских историй. По словам писательницы, работа с детьми подарила ей «первое настоящее знание о детях». Известность ей, согласно некрологу в New York Times, принесла книга «Железная дорога к свободе: Рассказ о гражданской войне» (англ. The Railroad To Freedom: A Story of the Civil War, представляющая собой историю Гарриет Табмен — героини негритянского освободительного движения в Южных штатах, 1932, иллюстрации Джеймса Дохерти).
Другая книга, получившая широкое признание среди афроамериканцев — «Сияние Северной звезды: иллюстрированная история американских негров». Рейфорд Уиттингем Логан (англ. Rayford Whittingham Logan), афроамериканский историк, панафриканский активист и почётный профессор истории в Университете Говарда отмечал, что в книге талант автора объединил повествовательные стихи и индивидуальный стиль, чтобы книга наполнилась чередой ярких образов, составивших общий портрет народа. Это портрет мужественных мужчин и женщин, которые шли к свободе нелёгким путём и до сих пор стоят на нём с глазами, устремлёнными на Полярную звезду.
Первый афроамериканец, вошедший в число членов Общества американских архивариусов, редактор журнала «Американский архивариус» Гарольд Томас Пинкетт, писавший рецензии на книги, посвящённые истории и социологическим исследованиям о жизни афроамериканцев, отмечал, что в произведении Хильдегарды Хойт Свифт «Сияние Северной звезды» афроамериканец предстаёт перед читателем в ином свете, вопреки распространённому взгляду на него как на «очень низкое, незначительное существо, для счастья которого вполне хватало рабской работы на плантациях, освобождённое без каких-либо усилий с его стороны, и  теперь лучше всего, если оно останется «на своём месте» в качестве помощника в поле или домашнего слуги». Автор «Сияния Полярной звезды» представляет иной взгляд на народ, на протяжении веков используемый в качестве бессловесных рабов. В своей книге она рассказала «историю смешанной трагедии, стойкости и героизма от ужасов «среднего перехода» до подвигов во время Второй мировой войны».
Другие произведения Свифт:
- «Маленький Чернонос» (англ. Little Blacknose, 1929) — о старинном паровозе «Девитт Клинтон»[англ.], интересующемся современными техническими новинками[3];
- «Дом у моря» (англ. House by the Sea, 1938, иллюстрации Линда Уорда)[3];
- «Маленький красный маяк и большой серый мост» (англ. The Little Red Lighthouse and the Great Gray Bridge, 1942, иллюстрации Линда Уорда) — пользовавшаяся большой популярностью детская книга о маяке у основания моста Джорджа Вашингтона на нью-йоркской стороне Гудзона[3];
- «На пороге апреля: биография Джона Берроуза» (англ. The Edge of April: A Biography of John Burroughs)[2];
- «Из книги Орла». Крыло: биография Джона Мьюира» (англ. From the Eagle's Wing: A Biography of John Muir, 1962, иллюстрации Линда Уорда)[3].

Всего автором создано 28 работ, которые вышли в 139 изданиях на 4 языках и хранятся в 5012 библиотечных фондах.
В 1930 году книга Свифт «Маленький Чернонос» была удостоена «Почётного диплома медали Джона Ньюбери» в списке лауреатов престижной американской литературной награды в области детской литературы — медали Джона Ньюбери. В 1933 году аналогичного диплома удостоилась «Железная дорога к свободе».